# Пустерталь (хоккейный клуб)
«Пустерталь-Вал Пустерия» (итал. Pustertal-Val Pusteria) — итальянский хоккейный клуб из города Брунико. Основан в 1954 году. Выступает в Альпийской хоккейной лиге. Домашние матчи проводит в ледовом дворце Риенца.

## История
Команда создана в 1954 году под именем «МАК Брунек». Первоначально выступала на естественной ледовой площадке в городе Брунико. В 1972 году команда вышла в Серию А, вскоре после этого стала выступать на новой крытой арене Риенца. В 1982 году команда завоевала серебряные медали итальянского чемпионата. В 2002 году клуб покинул высшую лигу из-за финансовых проблем, а позднее был переименован в «Пустерталь». В 2004 году «Пустерталь» вернулся в Серию А. В 2017 году команда стала одной из команд-основательниц новой международной хоккейной лиги — Альпийской.

## Достижения
- Кубок Италии по хоккею
  - Обладатели (1)  : 2011
- Суперкубок Италии по хоккею
  - Обладатели (3)  : 2011, 2014, 2016
- Кубок Итальянской лиги
  - Обладатели (2)  : 2012, 2014